# 제63회 그래미상
제63회 그래미상은 2021년 3월 14일 로스앤젤레스의 스테이플스 센터에서 열렸다. 후보는 2019년 9월 1일부터 2020년 8월 31일까지의 곡이나 음반 중 뛰어난 실력을 보여준 음반, 작사 작곡, 음악가에게 수상한다. 후보자는 2020년 11월 24일 하비 메이슨 주니어가 메건 더 스탤리언, 두아 리파, 미키 가이턴, 로런 데이글, 페페 아귈라르, 니콜라 베네데티, 게일 킹, 예미 알라드, 이머전 히프, 샤론 오스본과 함께 라이브로 공개하였다.
후보자 중에서는 비욘세가 9개 부분에 후보로 선정되며 가장 많은 후보로 올랐고, 이어 두아 리파, 로디 리치, 테일러 스위프트가 6개 부문에 후보로 오르며 뒤를 이었다.

## 변경된 부문
2021년 그래미상부터, 몇 가지 부문의 이름이나 규칙이 변경되었다.
- 최우수 어번 컨템포러리 음반 부문은 최우수 프로그래시브 R&B 음반 부문으로 변경되었다.
- 최우수 랩/성 퍼포먼스 부문은 베스트 멜로딕 랩 퍼포먼스 부문으로 변경되었다.
- 최우수 라틴 팝 음반은 최우수 라틴 팝 혹은 어번 음반으로 변경되었으며, 라딘 록, 어번 혹은 얼터너티브 음반 부문은 최우수 라틴 록 혹은 얼터너티브 음반 부문으로 변경되었다.
- 최우수 월드 뮤직 음반 부문은 최우수 글로벌 뮤직 음반 부문으로 변경되었다.[6]
- 그래미 신인상 부문에서는 원래의 규칙이었던 발매 곡 수 제한을 없앴다.[7]
- 베스트 뮤지컬 시어터 음반 카테고리는 이제 (음반의 곡 중 새로운 곡이 51%이상일 경우) 프로듀서와 작사가/작곡가 외에 최대 4명의 주요 보컬리스트(이전에는 무제한)만 시상이 가능하다. 앙상블 같은 경우에는 모든 보컬리스트가 수상한다.[8]

## 수상자 및 후보

### 제너럴 필드
올해의 레코드
- Black Parade - 비욘세
  - 비욘세 - 프로듀서: 데릭 딕시, 엔지니어/믹서: 스튜어트 화이트, 마스터링 엔지니어: 콜린 레너드
- Colors - 블랙 퓨마스
  - 프로듀서: 아드리언 케사다, 엔지니어/믹서: 아드리언 케사다, 마스터링 엔지니어: JJ 골든
- Rockstar - 다베이비 ft. 로디 리치
  - 프로듀서: 세스인더키친, 엔지니어/믹서: 믹스드바이알리 알리 & 리즈 롭슨, 마스터링 엔지니어: 수전 테이버
- Say So - 도자 캣
  - 프로듀서: 타이슨 트랙스, 엔지니어/믹서: 클린스 깁스, 마스터링 엔지니어: 마이크 보치
- Everything I Wanted - 빌리 아일리시
  - 프로듀서: 피니어스 오코넬, 엔지니어/믹서: 롭 키넬스키 & 피니어스 오코넬, 마스터링 엔지니어: 존 그린햄
- Don't Start Now - 두아 리파
  - 프로듀서: 캐롤라인 아일린 & 이언 커크패트릭, 엔지니어/믹서: 조시 거드윈, 드루 주레카 & 이언 커크 패트릭, 마스터링 엔지니어 : 크리스 게링거
- Circles - 포스트 말론
  - 프로듀서: 루이스 벨, 프랭크 듀크스 & 포스트 말론, 엔지니어/믹서: 루이스 벨 & 매니 마로킨, 마스터링 엔지니어: 마이크 보치

- Savage - 메건 더 스탤리언 ft. 비욘세
  - 프로듀서: 비욘세 & J. 화이트 디드 잇, 엔지니어/믹서: 스튜어트 화이트, 마스터링 엔지니어: 콜린 레너드

올해의 음반
음반에 참여한 모두에게 상이 주어진다.
- Chilombo - 제네 아이코
- Black Pumas (디럭스 에디션) - 블랙 퓨마스
- Everyday Life - 콜드플레이
- Djesse Vol. 3 - 제이콥 콜리에
- Women in Music Pt. III - 하임
- Future Nostalgia - 두아 리파
- Hollywood's Bleeding - 포스트 말론
- Folklore - 테일러 스위프트

올해의 노래
- Black Parade
  - 작사 및 작곡: 데니시아 앤드루스, 비욘세, 스티븐 브레이, 숀 카터, 브리트니 코니, 데릭 제임스 딕시, 아킬 킹, 킴 케이던스 크라이시우크 & 리키 카소 티스 (비욘세)
- The Box
  - 작사 및 작곡: 새뮤얼 글로드 & 로드릭 무어 (로디 리치)
- Cardigan
  - 작사 및 작곡: 아론 데스터 & 테일러 스위프트 (테일러 스위프트)
- Circles
  - 작사 및 작곡: 루이스 벨, 애덤 피니, 칸 건스버크, 오스틴 포스트 & 빌리 월시 (포스트 말론)
- Don't Start Now
  - 작사 및 작곡: 캐롤라인 아일린, 이언 커크패트릭, 두아 리파 & 에밀리 워런 (두아 리파)
- Everything I Wanted
  - 작사 및 작곡: 빌리 아일리시 오코넬 & 피니어스 오코넬
- I Can't Breathe
  - 작사 및 작곡: 던스트 에밀 2세, H.E.R. & 티아라 토머스 (H.E.R.)
- If the World Was Ending
  - 작사 및 작곡: 줄리아 마이클스, JP 색스 (JP 색스 ft. 줄리아 마이클스)

신인상
- 피비 브리저스
- 잉그리드 안드레스
- 도자 캣

- 케이트라나다
- 메건 더 스탤리언
- 노아 사이러스
- 치카
- D 스모크